# 국우터널
국우터널(國優터널)은 대구광역시 북구 서변동과 국우동을 잇는 대구광역시의 터널이다. 보성건설 등 3개 건설회사가 494억 원을 들여 1995년 8월 착공해 1998년 6월에 완공했다. 터널 길이는 상행 380m, 하행 360m, 폭은 13m(유효폭 11m), 높이 8m이다.
1999년 8월 1일부터 2012년 7월 31일까지 유료도로로 통행료를 징수했으며, 현재는 무료통행이다.

## 연혁
- 1995년 8월 : 착공
- 1998년 6월 : 터널 완공
- 1999년 8월 1일 : 통행료 징수 개시
- 2000년 3월 8일 : 통행료 징수 사업자가 군인공제회로 변경
- 2004년 7월 12일 : 대구광역시유료도로통행료징수·운용등에관한조례를 통해 통행료를 징수하는 것으로 변경[1]
- 2012년 8월 1일 : 통행료 징수를 폐지하고 무료화

## 통행료
1998년 6월에 완공 후 민자사업으로 건설된 이 터널에 통행료를 소형 1,000원, 대형 1,300원으로 매기기로 했었지만 주민들의 반발로 결정을 미뤄오다가 여러차례에 걸친 협의 끝에 소형 500원, 대형 600원을 징수하는 것으로 합의했다. 통행료는 1999년 8월 1일부터 징수하기 시작했다.
통행료 징수가 시작되자 칠곡택지지구에 입주한 주민들이 "분양 당시 모두 3만 5천여 가구가 2천1백억원을 도로개설 부담금으로 납부했는데도 유료도로를 운영하는 것은 재산권 침해"라 하여 8월 19일에 '통행료 징수 허가 처분 취소 청구 소송'을 제기했지만, 9월 9일 대구지방법원 행정부에서 소명자료 부족을 이유로 소송을 기각했다. 그러나 이러한 결정에도 불구하고 일부 주민들은 통행료 징수 거부 운동을 벌이기도 했다.
이후 2000년 3월 8일부터 군인공제회에서 통행료를 징수하는 것으로 변경되었다가 대구광역시에서 칠곡 주민편의와 국우 터널 이용 시민의 통행요금 부담에 대한 민원해소와 지역 균형발전 등을 고려해 2011년 7월 5일 국우터널 무료통행을 발표했고, 2012년 8월 1일에 전면 무료화가 되었다.